# Македонски архивист
„Македонски архивист“ (на македонска литературна норма: Македонски архивист) е научно списание, издание на Държавния архив на Република Македония, излизащо годишно в столицата на страната Скопие. Списанието публикува приноси от областта на архивистиката, отразява дейността на ДАРМ и подразделенията му и публикува исторически източници.

## История
Списанието е основано в 1972 година като издание на Съюза на дружествата на архивните работници и архивите в Македония. Излиза като годишник, но с големи паузи. От 1972 до 1982 главен редактор е Тодор Талески, а след това до 1991 година – Милош Константинов. Списанието спира в 1991 година след 19 броя.
В края на 2015 година списанието е възобновено с юбилеен 20 брой.